# 马里萨
马里萨（Marisa）是印度尼西亚哥伦打洛省的一个城镇，是珀胡瓦托县的县治所在，位于苏拉威西岛米纳哈萨半岛中部，东距省首府哥伦打洛125公里，南滨托米尼湾。2010年统计，马里萨所在的马里萨区（Kecamatan Marisa）共有17,680人。

## 资料来源
1. ↑  Biro Pusat Statistik, Jakarta, 2011.